# Doris Maurer
Doris Maurer (* 23. Dezember 1951 in Duisburg; † 5. Januar 2014 in Bonn) war eine deutsche Literaturwissenschaftlerin, Sachbuchautorin und Journalistin.

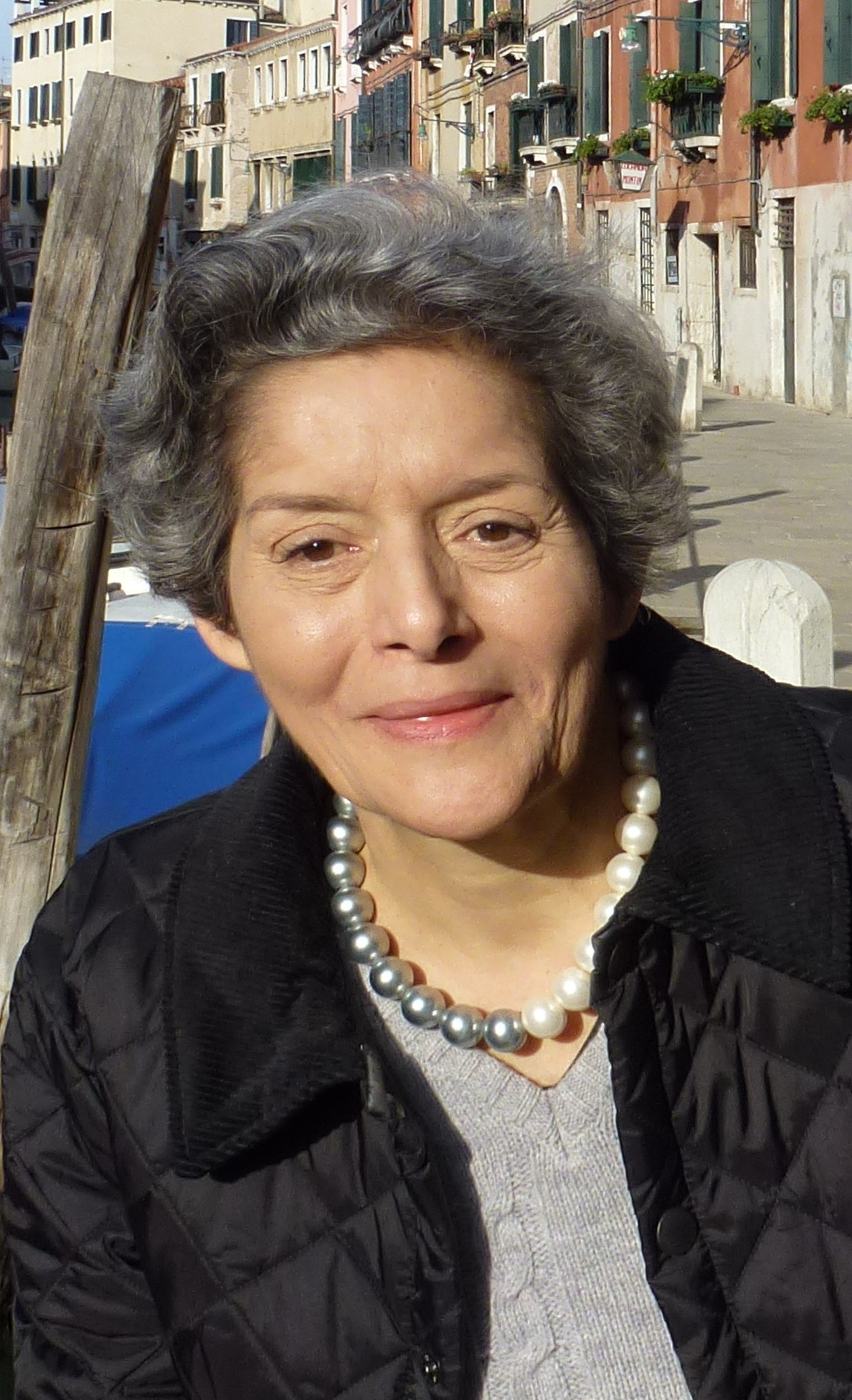
Doris Maurer (2013)

## Leben
Doris Maurer besuchte die Realschule und später ein Aufbaugymnasium. Sie studierte Germanistik, Anglistik und Philosophie an den Universitäten Bonn und Tübingen. 1976 legte sie das Erste Staatsexamen ab und wurde 1978 promoviert. Danach arbeitete sie bis 1982 als wissenschaftliche Mitarbeiterin am gesamtdeutschen Projekt der neuen Schiller-Nationalausgabe und hatte einen Lehrauftrag am Germanistischen Seminar der Universität Bonn. Ab 1982 arbeitete sie als Autorin, freiberufliche Dozentin in der Erwachsenenbildung und hielt Vorträge.
Sie betätigte sich insbesondere als Literaturvermittlerin in Seminaren, Buchhandlungen, Volkshochschulen und sonstigen Bildungseinrichtungen, vor allem nach den Frühjahrs- und Herbst-Buchmessen. Maurer schrieb und sprach rund 50 ZeitZeichen und arbeitete regelmäßig für Die Zeit in der Rubrik „Zeitläufte“. Sie verfasste drei Biografien, zu Annette von Droste-Hülshoff, Charlotte von Stein und Eleonora Duse.
Gemeinsam mit ihrem Ehemann Arnold E. Maurer verfasste sie mehrere literarische Reiseführer. Der bekannteste, der Literarische Führer durch Italien, wurde auch ins Italienische übersetzt.

## Werke
- Doris Maurer: August von Kotzebue. Ursachen seines Erfolges. Konstante Elemente unterhaltender Dramatik. Bouvier, Bonn 1979, ISBN 3-416-01501-0.
- Annette von Droste-Hülshoff. Ein Leben zwischen Auflehnung und Gehorsam. Bonn 1982
- Bonn erzählt. Streifzüge durch das literarische Bonn von 1780–1980 (gemeinsam mit A. E. Maurer). Bonn 1984
- Friedrich Schiller: Die Räuber. Eine Bild-Dokumentation zur Entstehungs- und Wirkungsgeschichte. Harenberg, Dortmund 1983 (= Die bibliophilen Taschenbücher. Band 406).
- Wuppertal erzählt. Literarische Streifzüge durch die Stadt in der Wupper  (gemeinsam mit A. E. Maurer). Bonn 1983
- 200 Jahre Lese- und Erholungs-Gesellschaft Bonn. 1787 – 1987  (gemeinsam mit A. E. Maurer). Bonn 1987
- Eleonora Duse. Rowohlt, 1988
- Das andere Venedig. Leben in der Lagune (gemeinsam mit A. E. Maurer u. M. Zanetti – Fotos). Dortmund 1988
- Literarischer Führer durch Italien: Ein Insel-Reise-Lexikon. (zusammen mit Arnold Maurer). Insel Verlag, 1988
- Dokumente zur Bonner Theatergeschichte 1778 – 1784. Hoftheater unter Gustav Friedrich Großmann und Karoline Großmann . Hrsg. v. D. Maurer u. A. E. Maurer. Bonn 1989
- Bonn. Ein Städte-Lesebuch. (zusammen mit Arnold Maurer). Insel Verlag, 1990
- Potsdam. Ein Reisebuch . Hrsg. v. D. Maurer u. A. E. Maurer. Frankfurt a. M./Leipzig 1993
- Lese-Glück. Eine Anthologie über den Himmel auf Erden . Hrsg. v. D. Maurer. Essen: Klartext Verlag 1996
- Charlotte von Stein: Eine Biographie. Insel Verlag, 1997
- Der Kuß, Insel Verlag, 1998
- Venedig: Ein Reisebegleiter.  (zusammen mit Arnold Maurer). insel-taschenbuch, 2006
- Annette von Droste-Hülshoff und ihre Freundinnen. (zusammen mit Monika Ditz). Turm-Verlag, 2006
- Das literarische Weimar – das literarische Bonn: Acht Porträts maßgeblicher Frauen. Bonner Verlags-Comptoir, 2019, ISBN 978-3-9816870-0-2